# Irmgard Litten
Irmgard Litten (geborene Wüst; * 30. August 1879 in Halle (Saale); † 30. Juni 1953 in Ost-Berlin) war eine deutsche Schriftstellerin.

## Leben
Irmgard Wüst wurde als Tochter einer schwäbischen Gelehrtenfamilie in Halle geboren. Ihr Vater Albert Wüst lehrte dort an der Martin-Luther-Universität Halle-Wittenberg als Professor für landwirtschaftliche Maschinenkunde und Meliorationswesen. In Halle lernte sie auch ihren Ehemann kennen, den sechs Jahre älteren Fritz Litten. Kurz nachdem er sein Assessor-Examen als Jurist abgelegt hatte, heirateten beide im September 1900. Ihre drei Söhne Hans, Heinz und Rainer kamen innerhalb von sechs Jahren auf die Welt. Bis 1933 interessierte sie sich nicht für Politik, dafür aber umso mehr für die Studien historischer Kunst.
Von 1928 bis 1933 trat ihr ältester Sohn Hans Litten in Berlin als linker Strafverteidiger groß in Erscheinung. In dem bekannten Berliner Edenpalast-Prozess von 1931 blamierte er in einer Zeugenvernehmung Adolf Hitler als Führer der NSDAP. Drei Jahre später revanchierte sich dieser. Nach dem Reichstagsbrand am 28. Februar 1933 wurde Hans Litten früh morgens verhaftet und über fünf Jahre lang in verschiedenen Konzentrationslagern schwer gefoltert und schikaniert.
Auch in der Familie und dessen Umfeld wurde das politische Wirken von Hans Litten heftig diskutiert. Bei den unterschiedlichsten Gesprächen, in deren Verlauf Irmgard Litten sich wiederholt für ihren Sohn eingesetzt hat, sammelte sie im Laufe der Zeit die Erfahrungen, die sie später dazu befähigt haben, sich für sein Wohlergehen einsetzen zu können. Nach seiner Verhaftung führte sie einen auch im Ausland anerkannten und viel beachteten Kampf um die Freilassung ihres Sohnes aus der KZ-Haft. Nach dem Selbstmord von Hans Litten im Februar 1938 im Konzentrationslager Dachau ging sie im Frühjahr 1938 über die Schweiz und Paris in die Emigration nach Großbritannien.
Dort wurde sie Mitarbeiterin des Ministry of Information und Sprecherin der British Broadcasting Corporation (BBC) und appellierte an Mütter in Deutschland, sich dem Krieg zu widersetzen.
Sie schrieb einen Bericht über das Schicksal ihres Sohnes und die Zustände in den deutschen Konzentrationslagern, der 1940 kurz vor der Niederlage Frankreichs unter dem Titel „Die Hölle sieht dich an“ zum ersten Mal auf Deutsch in Paris veröffentlicht wurde. Im gleichen Jahr erschien er unter dem Titel „A mother fights Hitler“ in England und kurz darauf unter dem Titel „Beyond tears“ in den Vereinigten Staaten von Amerika. Im Jahr darauf wurde er zum ersten Mal in Spanisch als „Una madre contra Hitler“ publiziert. In Deutschland wurde ihr Bericht seit 1947 auch unter dem Titel „Eine Mutter kämpft gegen Hitler“ mehrfach veröffentlicht.
Litten wurde Mitglied im „P.E.N. Club in London“. Seit Sommer 1943 war sie Mitglied im „Initiativausschusses für die Einheit der deutschen Emigration“ und der „Freien Deutschen Bewegung“ (FDB). Anfang 1944 trat sie aus der FDB aus, als Protest gegen die Deutschlandpolitik der KPD. 1943 war sie an der Publikation „Der Weg zu einem neuen Deutschland“ („Germany's road to democracy“) beteiligt. Gegen Ende des Krieges bemühte sie sich vor allem um Kriegsgefangene. 1945 erschien ihre Broschüre „All the Germans – are they really guilty?“ bei Victor Gollancz, wo sie sich gegen eine Kollektivschuldthese aussprach und sich für einen antifaschistischen Neuaufbau Deutschlands eingesetzt hat. 1950 kehrte sie nach Deutschland zurück. Sie lebte vorübergehend in der so genannten Intelligenzsiedlung in Berlin-Schönholz, zu der auch die Straße 201 gehört, und anschließend bis zu ihrem Tode in Berlin-Köpenick.

## Werke
- Die Hölle sieht dich an. Mit einer Einleitung von Rudolf Olden. Éditions Nouvelles Internationales, Paris 1940
  - A mother fights Hitler. Mit einer Einleitung von William Ebor. Allen & Unwin, London 1940
  - Beyond tears. Mit einer Einleitung von Eleanor Roosevelt. Alliance Book Corporation, New York 1940
  - Una madre contra Hitler. Ed. Minerva, Mexico 1940
  - Eine Mutter kämpft gegen Hitler. Greifenverlag, Rudolstadt 1947
  - Eine Mutter kämpft gegen Hitler. Deutscher Anwaltverlag, Bonn 2000. ISBN 3-8240-0435-6
  - Eine Mutter kämpft gegen Hitler. Mit einem Nachwort von Heribert Prantl. Ars vivendi, Cadolzburg 2017. ISBN 978-3-86913-771-1
- mit Victor Schiff, Wilhelm Koenen, August Weber, Arthur Liebert: Germany's Road to Democracy. Drummond, London 1943

## Dokumentarfilm
- Mark Hayhurst: Taken at midnight. dt. Hitler vor Gericht: Die Geschichte von Hans Litten, 2011, 44 Minuten